# Global Register of Migratory Species
Das Global Register of Migratory Species (Abkürzung GROMS), (dt. Weltregister wandernder Tierarten) fasst den gegenwärtigen Kenntnisstand über wandernde Arten zusammen. Die Zahl wandernder Tierarten kann heute nur geschätzt werden und liegt laut GROMS zwischen 5.000 und 10.000.

## Aufbau
Das Register besteht aus in einer relationalen Datenbank in Verbindung mit einem Geographischen Informationssystem (GIS). GROMS enthält eine Referenzliste von 4.344 wandernden Wirbeltierarten mit mehrsprachigem Namensregister mit wissenschaftlichem Namen und Autor, sowie gängige Namen auf Deutsch und in den UN-Sprachen Englisch, Französisch und Spanisch. Die relationale Datenbank enthält Angaben über den Gefährdungsgrad (internationale Rote Liste), Schutzstatus nach CMS und CITES sowie den Wanderungstyp. Die Datenbank konnte online öffentlich eingesehen werden.

## Hintergrund
GROMS dient der Unterstützung der Bonner Konvention und ihrer Regionalabkommen sowie des Übereinkommens über die biologische Vielfalt. Das Projekt wurde am Zoologischen Forschungsmuseum Alexander Koenig in Bonn durchgeführt. Finanziert wurde GROMS zunächst mit einer Anschubfinanzierung von 1997 bis 2002 mit Mitteln des Bundesumweltministeriums und des Bundesamtes für Naturschutz. Das Projekt wird nun vom Büro der Bonner Konvention weitergeführt und vom Forschungsmuseum Koenig in Bonn betreut. Die Ergebnisse wurden als Buch mit CD veröffentlicht, auf der die Datenbank im MS-Access Format sowie über 1000 Verbreitungskarten wandernder Wirbeltiere zugänglich sind.